# Stenodactylus yemenensis
Espèce
Statut de conservation UICN

 LC  : Préoccupation mineure
Stenodactylus yemenensis est une espèce de geckos de la famille des Gekkonidae.

## Répartition
Cette espèce se rencontre dans le sud-ouest de l'Arabie saoudite et dans l'ouest du Yémen.

## Description
Stenodactylus yemenensis mesure jusqu'à 60 mm, queue non comprise.

## Étymologie
Son nom d'espèce, composé de yemen et du suffixe latin -ensis, « qui vit dans, qui habite », lui a été donné en référence au lieu de sa découverte.

## Publication originale
- Arnold, 1980 : Reptiles of Saudi Arabia. A review of the lizard genus Stenodactylus (Reptilia: Gekkonidae). Fauna of Saudi Arabia, vol. 2, p. 368-404.